# Кейланиеми (станция метро)
Кейланиеми (фин. Keilaniemi) или по-шведски Кегелудден (швед. Kägeludden) одна из восьми станции нового участка Хельсинкского метрополитена, которая была открыта в 2017 году. Расположена в районе Отаниеми в городе Эспоо, тем самым эта станция — самая восточная станция метро в Эспоо. Станция расположена между станциями Койвусаари до которой 2,3 км и Университет Аалто до которой 1,4 км.
Имеет 2 выхода на улицу Кейланиементие (фин. Keilaniementie) на которой находится штаб-квартиры компаний Microsoft Mobile и Rovio. Планируется что пассажиропоток этой станций будет 20000 человек.